# Бели клифови Довера
51° 08′ 24″ N 1° 22′ 12″ E / 51.14000° С; 1.37000° И
Бели клифови Довера (енгл. White Cliffs of Dover) представљају готово вертикалну абразиону падину (клиф) која чини део обале на крајњем југоистоку Енглеске који се највише приближио континенталном делу Европе преко Доверског теснаца. Део су геолошке кредине формације Норт Даунс. Литице су веома стрме и високе (до 110 метара) и због свог кречњачког састава беле боје са хоризонталним линијским наслагама тамнијег кремена.
Клифови се протежу источно и западно од града Довера у грофовији Кент који је од најранијих времена енглеске историје важио за изразито значајну луку. Доверски клифови су једини део Велике Британије који је видљив из континенталног дела Европе.
Доверски клифови представљају седиментну стену у чијој основној структури се налази калцијум карбонат изразито беле боје и местимично испресецан вертикалним интрузијама од кремен и кварца. Због интензивне ерозије литице се померају ка унутрашњости у просеку за 1 цм годишње, а нису ретка ни интензивнија урушавања обала. Највеће обрушавање десило се 2001. године када се комад литице величине фудбалског терена обрушио у море. Последње велико обрушавање десило се у марту 2012. године.
На клифовима се гнезде бројне птичије врсте међу којима су најзначајнији северни галебови.